# Fold Your Hands Child, You Walk Like a Peasant
Fold Your Hands Child, You Walk Like a Peasant es el título del cuarto álbum de estudio de la banda escocesa de música pop Belle and Sebastian.

## Producción
Para este cuarto álbum, la banda introdujo importantes cambios estilísticos con respecto a sus anteriores trabajos. Stuart Murdoch, vocalista principal, cedió su puesto a otros miembros del grupo;  Sarah Martin interpretó el tema "Waiting for the Moon to Rise", Isobel Campbell cantó en "Family Tree" y en "Beyond the Sunrise", este último tema a dúo con Stevie Jackson. Jackson por su parte, interpretó "The Wrong Girl". La producción contó además con una sección de cuerda.
El título del álbum está inspirado en parte de una pintada que Stuart Murdoch recordó haber visto unos años antes en un baño público. Las chicas que aparecen en la portada son las gemélas Gyða y Kristín Anna Valtýsdóttir, miembros de la banda islandesa Múm.

## Recepción
En general, el álbum fue recibido con buenas críticas. Fue también el primer trabajo de Belle and Sebastian que entró en el Top 10 de ventas en el Reino Unido. El tema que abre el álbum "I Fought in A War" fue usado en el documental de 2004, El poder de las pesadillas, producido por la BBC y, de nuevo en 2005 por Eugene Jarecki para el documental Why We Fight. El tema "There's Too Much Love" formó parte de la banda sonora de la película brasileña de 2014, A primera vista.

## Lista de canciones
1. «I Fought in a War» - 4:09
2. «The Model» - 3:56
3. «Beyond the Sunrise»
4. «Waiting for the Moon to Rise»
5. «Don't Leave the Light On, Baby»
6. «The Wrong Girl»
7. «The Chalet Lines»
8. «Nice Day for a Sulk»
9. «Woman's Realm»
10. «Family Tree»
11. «There's Too Much Love»